# Mar delle Filippine
Il mare delle Filippine è la zona occidentale dell'oceano Pacifico compresa tra le Filippine e Taiwan a occidente, il Giappone a nord, le isole Marianne a est e le isole Palau a sud, comunicando a occidente, tramite lo stretto di Luzon, con il mar Cinese Meridionale. Con la sua superficie di 5 milioni di km² è classificato come il mare più grande della Terra.
La placca tettonica filippina forma il fondo di questo mare, incuneandosi sotto  la placca tettonica euro-asiatica, formando così l'arcipelago delle Filippine: tra le due placche si trova la Fossa delle Filippine. È luogo di formazione e transito di cicloni tropicali che qui prendono il nome di tifoni. 
Nel 1944, durante la seconda guerra mondiale, vi venne combattuta una battaglia navale tra gli Stati Uniti d'America e il Giappone.